# Wolfram Wagner (Fußballspieler)
Wolfram Wagner (* 24. Juni 1972) ist ein ehemaliger deutscher Fußballspieler.

## Karriere
Wagner spielte in seiner Fußballlaufbahn zweimal in der deutschen Bundesliga. In der Saison 1992/93 lief er für Dynamo Dresden auf. Am 6. Spieltag wurde er von Trainer Klaus Sammer bei der 3:0-Auswärtsniederlage gegen Borussia Dortmund in der 53. Spielminute für Ralf Hauptmann eingewechselt. Bei seinem zweiten Einsatz, der gleichzeitig seine Heimpremiere war, wurde er am 29. Spieltag bei dem 2:0-Sieg gegen Bayer 04 Leverkusen in der 75. Spielminute eingewechselt.
Später war Wagner beim Dresdner SC im Amateurbereich aktiv, mit dem er im Sommer 1994 aus der Oberliga abstieg.